# 대한민국의 IMF 구제금융 요청의 연표
1997년 외환 위기 기간 동안 일어난 사건을 정리한 연표이다:

## 1997년
- 1997년 1월 23일 : 한보철강 (현 현대제철) 부도 처리 확정
- 1997년 1월 30일 : 한보건설 및 한보그룹 최종 부도 처리
- 1997년 3월 20일 : 삼미그룹 부도
- 1997년 3월 21일 : 한보건설 법정관리 신청
- 1997년 4월 7일 : 한보 청문회(4/7 ~ 4/25)
- 1997년 4월 18일 : 진로그룹 부도유예협약
- 1997년 4월 22일 : 진로그룹 부도
- 1997년 5월 2일 : 외국인 주식투자한도 확대(20% → 23%)
- 1997년 5월 20일 : 대농그룹 부도유예협약
- 1997년 6월 2일 : 한신공영그룹 부도
- 1997년 7월 2일 : 태국 밧 화 폭락
- 1997년 7월 15일 : 기아그룹 협조융자 신청, 사실상 부도, 청와대 확대경제장관 회의.
- 1997년 8월 14일 : 인도네시아 루피아 화 폭락
- 1997년 8월 15일 : 재경원 종금사에 외화자금 긴급지원 검토 (3억$이상)
- 1997년 8월 25일 : 금융시장 안정 및 대외신인도 제고 대책
- 1997년 8월 27일 : 무역관련 자본자유화 폭 확대조치 시행
- 1997년 8월 30일 : 재경원 증시 안정대책 발표
- 1997년 9월 1일 : 무디스 방한 협의(9/1 ~ 9/5),주식매매수수료 자율화 시행
- 1997년 9월 10일 : 산업은행 외환채권 발행(15억불)
- 1997년 9월 19일 : ASEM 재무장관 회의 및 IMF/세계은행 총회 부총리 참석
- 1997년 9월 22일 : 진로그룹에 대한 6개사 법정관리를 신청
- 1997년 9월 29일 : 외환시장 개장 40분만에 대미달러 환율이 1일 변동폭 상한선인 964원까지 상승, 사실상 거래 중단
- 1997년 10월 15일 : 쌍방울그룹 부도
- 1997년 10월 16일 : 태일정밀 부도, IMF 조사단 한국방문
- 1997년 10월 17일 : 대만 외환방어 포기
- 1997년 10월 18일 : 외국환 관리규정 전면 개정안 발표(외자유입 관련 자유화 조치)
- 1997년 10월 20일 : 당정 금융시장 안정대책 발표(근로자주식저축 1년연장, 한통주상장연기, 3년이상 투자 배당 소득분리과세)
- 1997년 10월 21일 : IBCA, 현행 국가신용등급 유지 발표
- 1997년 10월 22일 : 기아자동차 법정관리 신청
- 1997년 10월 23일 : 홍콩 증시 폭락
- 1997년 10월 24일 : 미국 S&P사, 한국 국가신용등급 하향조정
  - 장기 : AA- → A+
  - 단기 : A1+ → A1
- 1997년 10월 27일 : 강경식, 금융외환시장상황과 기아사태후속조치 등 보고, 미국 무디스사, 한국 국가신용등급 하향 조정
  - 장기 : A1 → A2
  - 단기 : P1 → P2
- 1997년 10월 28일 : 미국 다우존스지수 하루 만에 7.2% 하락
- 1997년 10월 28일 : 주가지수 500선 붕괴, 미국 투자기관 모건스탠리, '아시아를 떠나라'라는 보고서를 띄움. 주가 500선 붕괴, 강경식, 한국은행에 외환시장개입중단 지시(재판에서는 불인정)
- 1997년 10월 29일 : 정부 금융시장 안정대책 발표(연기금3조 규모 주식매입, 채권시장개방확대, 기업구조조정)
- 1997년 10월 30일 : 외환시장 개장 8분만에 대미달러 환율이 1일 변동폭 상한선까지 또다시 폭등, 사실상 거래 중단
- 1997년 10월 30일 : 주유소 북새통
- 1997년 11월 1일 : 해태그룹 부도, 유가 인상
- 1997년 11월 3일 : 해태그룹 화의절차개시신청, 외국인 주식투자한도 확대(23% → 26%)
- 1997년 11월 4일 : 뉴코아 부도
- 1997년 11월 5일 : 불름버그, "한국 가용 외환 보유고 20억달러" 보도.
- 1997년 11월 6일 : 한국은행 실무진, 총재에게 IMF행 건의
  - 캉드쉬 IMF 총재 "한국 금융시장은 동남아 국가와 같은 위기상황 아니다"고 언급하여 한국의 신용도가 회복된 것으로 예측
- 1997년 11월 7일 : 주가 최대 폭락
- 1997년 11월 9일 : 정부가 종금사 달러를 지원 검토
- 1997년 11월 10일 : 원화환율, 달러당 1,000원 돌파, 김영삼 대통령, 외환위기 심각성 인지, 환율사상 처음으로 달러당 1,000원 돌파.
- 1997년 11월 14일 : 김영삼 대통령 IMF행 결심, 강경식 부총리, 서울특별시 강남구 역삼동에 라마다르네상스호텔에서는 기자간담회를 열고, 청와대 보고에서 "미국 등 우방으로부터 돈을 빌려 보겠으나 여의치 않으면 IMF로 가야 한다"고 설명. 김영삼 대통령, 사실상 IMF로 갈 것을 지시.
- 1997년 11월 16일 : 미셸 캉드쉬 IMF 총재 극비 방한, 서울특별시 강남구 삼성동에 인터콘티넨탈호텔에 도착.
- 1997년 11월 17일 : AMF(아시아통화기금) 관련 차관회의(마닐라), 외국언론, 한국 IMF구제금융 요청 가능성 시사, 프랑스 경제 전문지 레 제코, IMF 한국에 400-600억달러 긴급지원 검토 보도 재경원 '사실무근'이라며 부인
- 1997년 11월 18일 : 한국은행, 정부에 IMF구제금융 요청 촉구
- 1997년 11월 18일 : 연합뉴스, 김수석 "현단계서 IMF 자금지원 요청계획 없다", 김인호 경제수석 간담회 일문일답에서 19일 발표할 금융시장 안정대책에서 "IMF 지원 대책 포함되어 있지 않다"
- 1997년 11월 19일 : 강경식 부총리, 김인호 수석 경질, 임창렬 재경부 장관에게 신임 부총리 임명, 금융시장 안정 및 금융산업 구조조정을 위한 종합대책 발표 (환율변동폭 확대, 부실채권정리기금 확충, 부실금융기관 조속한 정리, 채권시장 추가 개방). 연합뉴스(재정경제원 관계자는 "강경식 전경제부총리와 김인호 전청와대 경제수석이 전날 밤 여의도 모처에서 대책의 골격을 잡고 이를 이날 아침 대통령에게 보고한 것으로 안다"면서 곧 발표될 대책에 외화확충방안은 포함되지 않았다고 말했다.
- 1997년 11월 19일 : 임창렬 부총리, 금융시장 안정대책 발표.
- 1997년 11월 20일 : 스탠리 피셔 IMF 수석부총재 방한, 1일 환율변동폭이 2.25%에서 10%로 확대됨, 그러나 환율은 다시 확대된 변동폭 상한선까지 폭등, 사실상 거래 중단됨
- 1997년 11월 21일 : 김영삼 대통령, 박태준 자유민주연합 총재, 이회창 한나라당 후보, 김대중 새정치국민회의 후보, 조순 총재와 회담
- 1997년 11월 21일 : 정부가 IMF에 구제금융을 공식 신청 발표
- 1997년 11월 22일 : 정부가 IMF에 구제금융을 신청 요청 발표
- 1997년 11월 23일 : 재정경제원, IMF 협의단(단장 강만수 차관) 편성, IMF의 실무협의단 1진이 김포국제공항으로 입국
- 1997년 11월 24일 : 일본, 야마이치증권 창립 반세기만에 파산 선고
- 1997년 11월 25일 : IMF 실사단 공식활동개시, 국무회의 : 예금자 보호법 등 4개 법안 새행령 개정안 채결
- 1997년 11월 25일 : 금융시장 안정 및 기관투자가 주식매입 기반 확충
  - 미국 S&P사, 한국 국가신용등급 하향 조정
    - 장기(2단계) : A+ → A-
    - 단기(1단계) : A1 → A2
- 1997년 11월 26일 : IMF 휴버트 나이스 대표단이 김포국제공항에 도착, 금융시장 안정 및 기관투자가 주식매입 기반 확충
- 1997년 11월 28일 : 임창렬 부총리, 김포국제공항을 통해 일본 방문. 미쓰즈카 대장상과 원조회담에 들어갔으나 "IMF로 가지 않으면 지원은 없다"라는 대답만 돌아옴.
- 1997년 11월 29일 : IMF가 캉드쉬 총재에게 서울특별시 중구 남대문로5가의 힐튼호텔에서 IMF 구제금융을 발표하고 기자회견 간담회 가짐
- 1997년 12월 2일 : 재경경제원(현 기획재정부), 9개 종금사 영업정지 법령
- 1997년 12월 3일 : 미쉘 캉드쉬가 싱가포르 항공편으로 김포국제공항에 도착, 서울특별시 종로구 세종로 정부중앙청사에 임창렬 재경부장관과 캉드쉬 IMF 총재, 공식적인 구제금융 합의서에 서명, 대기성 차관 제공에 관한 양해각서 체결.
- 1997년 12월 4일 : 대기성차관협약(Stand-By Arrangement) IMF 이사회 승인
  - 총 210억달러 승인 : 대기성차관 75억 달러, 보완준비금융 135억 달러
- 1997년 12월 5일 : 고려증권 부도
- 1997년 12월 6일 : 한라그룹 부도, IMF 1차 지원금 56억 달러 제공.
- 1997년 12월 7일 : 대우자동차 (현 한국GM, 자일대우버스, 타타대우)와 쌍용자동차 인수 최종 확정.
- 1997년 12월 10일 : 환율이 3일 연속 1일 변동폭 상한선까지 폭등하여 외환시장 개장 40분만에 거래 중단, 기업어음(CP) 금리가 6일째 법정 상한선까지 치솟음, 회사채 유통수익률은 법정 발행금리 상한선인 연 25%를 초과함. 금융시장 전반이 마비됨,
  - 미국 무디스사 한국국가신용등급을 준 Junk 수준으로 하향조정
    - 장기(2단계) : A3 → Baa2(준 Junk)
    - 단기(1단계) : P-3 → N∙P(투자부적격)

  - 5개 종금사 추가 업무정지(대한∙나라∙신한∙중앙∙한화종금)
  - 종금사 거래기업 및 개인예금자에 대한 지원
  - 은행신탁계정의 CP 매입 한시적 허용
  - 외국인 주식투자한도(50%) 12월 11일부터 적용 등
- 1997년 12월 11일
  - 자본시장 전면개방
    - 외국인 투자한도(1인당 한도 50%로) 확대: 개인당 7%, 종목당 26% 한도(12/10발표)

  - 미국 S&P사 한국 국가신용등급 3단계 하향조정 : A- → BBB-
  - 한국은행, 금융시장 안정을 위한 자금지원 발표
  - 14개 종금사관련 지원 : 7조 3,000억 원(은행, 종금, 증권)
  - 채권시장 개방확대
  - 대기업 무보증, 보증회사채 개방(10% → 30%)
  - 대기업 무보증 CB투자 한도 확대(30% → 50%)
  - 중소기업 무보증회사채 및 CB 투자한도 폐지
- 1997년 12월 12일 : 동서증권 영업정지 처분 법정관리 신청
- 1997년 12월 16일 : 정부 환율변도 제한폭 폐지(17일 시행), 제3차 경제대책회의 내용 발표
  - 최고금리 확대 : 연 25% → 40%
  - 금융기관에 대한 외국인투자 대폭 허용 등
- 1997년 12월 18일 : 제15대 대통령 선거, 김대중 후보 당선, IMF 2차 인출 이사회 승인
- 1997년 12월 19일 : 세계은행 및 ADB 자금지원 협상 완료
- 1997년 12월 21일
  - 미국 무디스사, 한국 국가신용등급을 투자부적격 등급으로 하향조정
    - 장기(2단계) : Baa2 → Ba1(투자부적격)

  - IMF 협의단 방한
- 1997년 12월 22일 : 미국 립튼 재무부 장관이 김포국제공항을 통해 입국, 재무부 금융기관 외채만기 연장을 위한 정부지급보증 국회 동의
- 1997년 12월 23일 : 원화환율, 사상 최고치 기록(1995원), 국공채시장 등 채권시장 전면개방.
- 1997년 12월 24일 : 정부, IMF 구제금융 협상에 대한 신청 발표, 에어 뉴질랜드 김포~오클랜드 노선 중단[1]
- 1997년 12월 25일 : IMF 및 주요 선진국 자금 조기지원 발표
  - 1997년 12월말 및 1998년 1월말에 걸쳐 100억 달러 조기지원 약속
- 1997년 12월 30일 : IMF 20억 달러 조기 지원(3차 지원)
- 1997년 12월 31일 : 부실 종금사 처리를 위한 가교종금사(한아름종금)설립 완료

## 1998년
- 1998년 1월 3일 : 기업구조조정 5대 원칙 천명, 이론배당락지수 368.85, 실제 385.49(+9.18).
- 1998년 1월 5일 : 노사정위원회 발족
- 1998년 1월 8일 : IMF, 한국정부 3차 의향서 승인(20억 달러 인출승인)
- 1998년 1월 11일 : 김대중 대통령 당선자, 재계 4대그룹 총수와 만나 재벌개혁 5개향 합의.
- 1998년 1월 12일 : 미쉘 캉드쉬 극비 방한, 청와대가 접견내용 발표
- 1998년 1월 14일 : 나산그룹 (현 인디에프) 부도
- 1998년 1월 16일 : 현대그룹 구조조정 계획 발표
- 1998년 1월 18일 : 극동건설 부도
- 1998년 1월 25일 : 단기외채 만기 연장을 위한 뉴욕협상 발표, 미국을 방문하여, 김용완 자민련 부총재와 전북지사, 강만수 부총리등 등을 김포국제공항을 통해 귀국하였다.
- 1998년 1월 30일 : 재경원, 종금사 1차 폐쇄 대상 10개사 명단 발표(한화, 쌍용, 경남, 고려, 삼삼, 항도, 청솔, 신세계, 경일, 신한종금), 감사원 외환위기 특별감사 착수.
- 1998년 2월 1일 : 콴타스 항공이 김포~시드니 노선 중단[2]
- 1998년 2월 3일 : S&P, 국가신용등급 3단계 상향조정
- 1998년 2월 6일 : 노사정 공동협약 체결
- 1998년 2월 8일 : 금융시장 안정 및 단기금융시장 개방계획 발표
- 1998년 2월 12일 : 대통령직 인수위원회, 신정부「100대 국정과제」발표, 청와대에 IMF 외환위기를 현장감사 실시
- 1998년 2월 15일 : 외국인에 대한 인수, 합병 제한 완화
- 1998년 2월 17일 : 10개 종금사 인가취소(첫 금융기관 퇴출), 미국 S&P사, 한국 국가신용등급 3단계 상향 조정 - B+ → BB+ IMF, 한국정부 4차 의향서 승인(20억 달러 인출승인).
- 1998년 2월 19일 : BIS 8%미달 12개 은행 경영 개선 조치
- 1998년 2월 24일 : 제14대 김영삼 대통령 퇴임
- 1998년 2월 25일 : 제15대 김대중 대통령 취임, 이경식 전 한국은행총재, 강전 재정경제부 총리, 김민호 전 경제수석 조사.
- 1998년 3월 2일 : 주식가격제한폭 8% → 12%
- 1998년 3월 6일 : 뉴욕 단기채권 외채가 만기 연장을 위한서, 외채의 협상 타결 설명회 개최
- 1998년 3월 11일 : 1차 경제대책 조정회의(IMF체제 극복의 목표와 과제)
- 1998년 3월 12일 : 단기외채 2백 18억 달러 만기 연장
- 1998년 3월 23일 : IMF 서울사무소 설치
- 1998년 3월 24일 : 세계은행 1차 국조 조정 차관 20억 달러 승인
- 1998년 3월 26일 : 무디스, 한국 장기신용등급 전망 상향조정
- 1998년 3월 27일 : IBRD, 한국에 대한 1차 구조조정차관 승인
  - 차관액 : 20억 달러 - 이자율 : 리보 +0.75%
  - 만기 : 15년(거치기간 5년포함)

- 1998년 3월 30일 : Moody’s사 한국장기신용등급(Bal) 전망 상향 조정
- 1998년 4월 1일 : 금융감독위원회 공식 출범
- 1998년 4월 3일 : 외평채 40억 달러 발행
- 1998년 4월 9일 : 외평채 40억 달러 발행 성공
- 1998년 4월 10일 : 감사원, 외환 특감결과 발표및 수사의뢰: 강경식 김인호 출국 금지
- 1998년 4월 22일 : IMF에 한국은행 외화대출 벌칙성금리 인하 요청
- 1998년 4월 27일 : 외국인 투자유치 종합대책 발표
- 1998년 5월 2일 : 제14대 대통령 김영삼 서면 답변서 제출, IMF 6차 의향서 합의(금리정책에 대한 신축성 확보)
- 1998년 5월 3일 : 외국인 투자업종개방 추가확대
- 1998년 5월 3일 : 5차 경제대책조정회의, 위기 극복을 위한 구조조정 촉진방안과 중기비전.
- 1998년 5월 9일 : 법무부, 강경식 체포동의요구서 임시국회 제출
- 1998년 5월 12일 : 거평그룹 부도
- 1998년 5월 14일 : 중기대출만기 연말까지 연장
- 1998년 5월 16일 : 법원, 강경식 영장실질심사 위한 구인장 발부
- 1998년 5월 16일 : 외국인 주식투자한도 폐지
- 1998년 5월 18일 : 검찰, 강경식, 김인호 직무유기 및 직권남용 혐의 구속
- 1998년 5월 20일 : 64조 원 규모의 금융 구조조정 재원(1차 공적자금) 조달 방안 마련
- 1998년 6월 5일 : 강경식, 김인호 구속 기소 및 환란 수사 결과 발표
- 1998년 6월 12일 : 5대그룹 간 빅딜 추진, 한국전력공사 등 9개 공기업 조기 민영화 확정
- 1998년 6월 15일 : 엔화 환율 8년 만에 최고치경신(1달러=146.85엔)
- 1998년 6월 18일 : 금감위, 퇴출 대상 55개 기업 발표(5대 그룹 20개사, 6∼64대 그룹의 32개사, 비재벌 계열 3개사)
- 1998년 6월 29일 : 금감위, 금융기관 구조개혁 조처(동화, 동남, 대동, 경기, 충청 등 5개 시중은행 폐쇄 발표), 퇴출은행, 조건부 승인은행 발표
- 1998년 6월 30일 : 금융경색완화대책 발표
- 1998년 7월 1일 : 공기업 1차 민영화방안 발표, 한일그룹 부도
- 1998년 7월 3일 : 외환매입제한 폐지
- 1998년 7월 10일 : 개정 예금자보호법 시행, 환란 1차 공판을 발표
- 1998년 7월 11일 : 상업은행, 한일은행 합병 발표
- 1998년 7월 24일 : IMF 7차의향서 합의(재정적자 GDP 4% 확대)
- 1998년 8월 12일 : 금감위, 20개 보험회사에 대해 경영 개선 조처
- 1998년 8월 17일 : 공기업 2차 민영화방안 발표
- 1998년 8월 19일 : 4개 보험사 영업정지
- 1998년 8월 25일 : 정부출연, 위탁기관 경영혁신 계획 발표
- 1998년 8월 28일 : 재경부, 기업개선작업(워크아웃) 및 기업교환(빅딜)에 대한 세제 지원 방안 마련
- 1998년 9월 4일 : 강경식, 김인호 보석 석방
- 1998년 9월 7일 : 재계, 사업구조조정 방안 발표
- 1998년 9월 10일 : 하나은행, 보람은행 합병 발표
- 1998년 9월 11일 : 국민은행, 장기신용은행 합병 발표
- 1998년 9월 11일 : 강원은행, 조흥은행 현대종합금융 합병 발표
- 1998년 9월 20일 : 장은, 동방페레그린 증권 퇴출
- 1998년 9월 28일 : 대통령 경제기자회견
  - 외환위기 재연 가능성은 없으며, 구조개혁은 지속추진
- 1998년 10월 7일 : 기아자동차, 현대에 낙찰
- 1998년 10월 19일 : 5대 재벌 계열 사업 구조조정 방안 발표
- 1998년 10월 28일 : 은행권, 117개 기업 워크아웃 대상 선정
- 1998년 12월 7일 : 정부·재계, 5대 재벌 구조조정안 합의
- 1998년 12월 18일 : IMF자금 18억 달러 첫 상환, IMF 긴급보완금융(SRF) 18억 불 상환
- 1998년 12월 19일 : Moody’s사, 한국 신용등급 상향조정 검토 발표
- 1998년 12월 30일 : IMF 긴급보완금융(SRF) 10억불 상환
- 1998년 12월 31일 : 제일은행, 뉴브리지 캐피탈에 매각합의

## 1999년
- 1999년 1월 1일 : 제일은행, 뉴브리지 캐피탈에 매각(지분 51%)하기로 합의
- 1999년 1월 19일 : 영국 피치, 한국 국가신용등급을 투자적격으로 상향조정
- 1999년 1월 25일 : 영국 피치, 한국 국가신용등급을 투자적격으로 상향 조정(한국 장기외화채권 등급을 BB+에서 BBB로), 국회 경제청문회, S&P, 한국 신용등급 투자적격 상향조정(BB+→BBB-)
- 1999년 2월 12일 : 미국 무디스, 한국 신용등급을 투자적격으로 상향 조정(장기외화채권 등급을 Ba1에서 Baa3으로)
- 1999년 2월 25일 : 무디스, 한국신용등급 투자적격 상향조정(Ba1→Baa3)
- 1999년 3월 21일 : 금융감독원, 퇴출 및 여신중단 대상 80개 기업 중 25개사 정리
- 1999년 4월 1일 : 제1단계 외환거래자유화
- 1999년 4월 14일 : 김대중 대통령, "구조조정 약속 안지키면 5대 그룹도 워크아웃"
- 1999년 4월 19일 : 대우그룹 구조조정 계획 발표(대우중공업 조선 부문(현 대우조선해양) 매각, 김우중 회장 보유 주식 매각대금 3천억원 출연 등 구조혁신 방안)
- 1999년 4월 21일 : 부실 5개 생보사(동아(현 KDB생명), 태평양(현 동양생명), 한덕, 조선, 두원) 공개 매각 절차 개시
- 1999년 4월 23일 : 현대그룹 구조조정 계획 발표
- 1999년 5월 6일 : 종합주가지수 800 돌파
- 1999년 5월 19일 : 미셸 캉드쉬가 김포국제공항에 도착 롯데호텔에 기자 회견을 발표.
- 1999년 5월 20일 : 현대전자가 LG반도체를 인수 - 빅딜, 서울 코리아나호텔.
- 1999년 6월 21일 : 결심공판(26차공판), 검찰 강씨 징역 4년, 김씨 3년 구형.
- 1999년 6월 30일 : 삼성자동차 (현 르노삼성자동차) 법정관리 신청으로 삼성자동차·대우전자 (현 동부대우전자) 빅딜 무산
- 1999년 7월 1일 : 정부, 긴급자원지급 40억 달러 조기 상환하기로 IMF와 합의, 대우그룹의 12개 계열사에 대한 워크아웃을 기업개선이 대한 양해각서를 신청
- 1999년 7월 19일 : 대우그룹의 12개 계열사에 대한 합의서로 워크아웃을 공식 신청을 발표. 대우그룹 공식 해체
- 1999년 7월 20일 : 강봉균 재정경제부 장관, "김우중회장이 내놓은 담보는 처분대상" 발언.
- 1999년 7월 23일 : 대우그룹 shock, 최대 하락폭 71.70포인트.
- 1999년 8월 6일 : 대우그룹·GM 자동차 부문 전략적 제휴 양해각서 체결
- 1999년 8월 12일 : 투신사 수익증권 환매 대책 마련(대우 구조조정 추진에 따른 금융시장 불확실성을 없애기 위해 투신사 수익증권 환매에 대한 대응 방안 강구해 8월13일 시행)
- 1999년 8월 20일 : 선고공판(27차공판), 무죄 판결
- 1999년 8월 26일 : 대우그룹의 유동성 문제 해결과 구조조정 추진을 위한 (주)대우 등 12개 계열사 워크아웃(기업개선 작업) 돌입
- 1999년 9월 1일 : 현대전자 주가조작, 회장 이익치 shock
- 1999년 9월 17일 : 제일은행, 뉴브리지캐피털과 매각을 위한 주요 조건에 합의하고 투자약정서
- 1999년 9월 18일 : 보완준비금융 135억 달러 9개월 앞당겨 조기상환 완료
- 1999년 9월 19일 : (TOI) 체결, 11월 금융대란설에 대비 금융시장안정대책 발표, 채권시장 안정기금 설립키로, 1차로 다음달초까지 10조 조성.
  - 대우채권 환매비율 19991110(80%), 20000208(95%)로 환매요구 폭주로 대란 가능성 상존.
- 1999년 9월 19일 : 김우중 대우그룹 회장. 유럽, 아프리카 출국
- 1999년 10월 30일~12월 1일 : 대우그룹 12개 계열사에 대한 워크아웃 계획 확정
- 1999년 12월 24일 : 대기성 차관 잔액 15억 달러 추가인출 중단

## 2000년
- 2000년 2월 12일 : 기아자동차 법정관리 및 화의 신청 종결 결정
- 2000년 2월 14일 : 기아자동차 법정관리 신청 양해각서를 하고 결과 체결을 못한 합의서.
- 2000년 2월 17일 : 기아자동차 법정관리 신청 졸업 및 파업
- 2000년 2월 18일 : 기아자동차 법정관리 및 화의 신청 종결
- 2000년 3월 4일 : '왕자의 난' 발생, 현대그룹 경영권쟁탈전.
- 2000년 4월 23일 : 투자신탁 회사 구조조정 공적자금 투입 결정
- 2000년 4월 24일 : IMF 협의단 채결
- 2000년 4월 25일 : 투자신탁에서 투자신탁증권 체제로 전환
- 2000년 6월 11일 : 호르스트 쾰러에 김포국제공항으로 출국
- 2000년 6월 12일 : 최종 정책협의 종료 (동년 8월 IMF 이사회 승인), 프로그램 3년 동안 IMF와 정책협의 11회 실시
- 2000년 6월 13일 : 호르스트 쾰러에 김포국제공항으로 입국
- 2000년 9월 7일 : 정부개혁추진위원회를 발족
- 2000년 9월 12일 : 정부, 공적자금 40조원 추자조성 결정
- 2000년 9월 20일 : IMF 대기성차관 60억달러 조기상환 방침 발표, ’00년 IMF연차총회시(체코 프라하) 정부대표 기조연설.
- 2000년 10월 30일 : 현대건설 1차 부도, (서산간척지 : 총 3,082만 평)
- 2000년 11월 3일 : 2차 29개 퇴출 대상 기업 발표, 삼성자동차, 삼성쌍용차, 진로종합식품, 진로종합유통, 우성건설 등
- 2000년 11월 6일 : 대우자동차 1차 부도 처리
- 2000년 11월 8일 : 대우자동차 최종 부도 처리
- 2000년 11월 10일 : 동아건설 부도
- 2000년 12월 3일 : 대기성차관협약 및 프로그램 종료
- 2000년 12월 4일 : 김대중 대통령은 "국제통화기금의 모든 차관을 상환하였고, 우리나라가 IMF 위기에서 완전히 벗어났다"고 공식 발표[3]
- 2000년 12월 17일 : 예금보험공사, 5개 부실은행에 공정자금 1분 투입 결정

## 2001년
- 2001년 1월 8일 : 대기성 차관 조기상환 개시
- 2001년 8월 10일 : 정부가 IMF, 조기 상환
- 2001년 8월 22일 : 김대중 대통령 기아자동차 소하리 공장 방문
- 2001년 8월 23일 : IMF 관리 체제 종료(IMF 구제금융 195억 달러 전액 상환)